# Крета (област Плевен)
 За другото българско село вижте Крета (Област Враца).  

## География
Село Крета, община Гулянци, област Плевен, е разположено на 101 m надморска височина на дясната заливна и първа надзаливна тераса на р. Вит, на 11 km преди устието ѝ в р. Дунав. Селото отстои на 5 km от общинския център гр. Гулянци, на 18 km от с. Сомовит, на 24 km от с. Черковица, на 29 km от гр. Никопол и на 33 km от Плевен. Южно и източно от селото са разположени последните разклонения на Плевенските височини, на места силно насечени от дерета, които са изградени предимно от кредни варовици и припокрити с льос. В геоложко отношение те са част от Мизийската плочеста морфоструктура. По-млади, плиоценски седименти, покрити с алувиални кватернерни наслаги, изграждат долинното дъно на р. Вит. Северно от Крета започва една от най-обширните крайдунавски низини – Чернополската. Допреди 40 години източно от селото е имало действащи кариери за добив на креда, нерудно изкопаемо с приложение в строителството и фуражната индустрия (обогатява с минерални вещества фуражните смеси). Районът на селището принадлежи към Севернобългарската климатична подобласт на Европейската умерено-континентална област. Климатът се определя от преобладаващия западно-северозападен пренос на въздушни маси, равнинно-платовидния характер на релефа, меридионалната ориентация на асиметричната долина на р. Вит и широката орографска отвореност от север-северозапад. Средногодишната температура е 11,8 °С, през юли +24 °С, а през януари -2,3 °С. Характерни са големи годишни температурни амплитуди, чести са проявите на късните пролетни мразове и слани, особено вредни за земеделието. Наблюдават се и слаби инверсии през студеното полугодие, но задържането на студен въздух не е особено продължително заради добрата продухваемост по речната долина. Средногодишното количество на валежите е 560 mm, с майско-юнски максимум, преобладават западно-северозападните ветрове, а през зимата и северните. Установени са значителни запаси на грунтови води, залягащи на 15 – 20 m дълбочина. Неблагоприятно е високото съдържание на хексавалентен хром и натрий в питейната вода. Понякога през пролетта при високи води на р. Вит, особено преди изграждане на масивните диги покрай речното легло, са отбелязвани сериозни разливи и наводнения. Преобладаващи почвени разновидности са алувиално-ливадните, карбонатните и типични черноземи. Над селото има изкуствени насаждения от черен бор, примесени с габър, акация и офика, с подлес от шипка, дрян, глог и трънка. Тяхната полезащитна, противоерозионна и климаторегулираща функция е съществена. През 2005 – 2006 г., нечия абсурдна и необоснована научно заповед доведе до масовото унищожаване на естествената крайречна влаголюбива горска растителност, смътно напомняща на лонгозите. Само на отделни места има върби и тополи, а брястовете са извънредно редки. По крайселските мери преобладава вторичната тревиста растителност, сред която има и някои първични степни представители – садина, коило, еспарзета, ливадина, типец и др. Типична е ирано-туранската и средноевропейската фауна – ровещи животни като къртица, полевка, мишка, лалугер; бръмбари, скакалци, комари; някои птици – сврака, врана, рибарче.
Непосредствено преди шосейния мост на р. Вит, на левия бряг, е разположена мелница „Рай“, която преди 1944 година е функционирала като воденица. На терена до жп. спирката, която по време на кредодобива е функционирала като гара с 2 коловоза, личат основите на отдавна разрушените сушилни за широколистни сортове тютюн. От 2005 г. в югозападния край на селото, към село Комарево, е разкрита кариера за добив на варовици.
В землището на селото се отглеждат предимно зърнени (пшеница, царевица, овес) и технически култури (слънчоглед, захарно цвекло, коноп, тютюн), дини и пъпеши, лозя и фуражни култури. На много места по цялата долина на р. Вит могат да бъдат забелязани помпени станции и кладенци – тип „Раней“, повечето от които не функционират.
Селището разполага с добре организиран автобусен транспорт-до разклона или в самия център, както и с 4 чифта пътнически композиции, обслужвани от дизеловите мотриси „Сименс-Дезиро“ на БДЖ, спиращи на жп. спирка Крета по линията Ясен-Черквица.
Селото се състои от 3 махали-по-старата, по-компактна и по-многолюдна долна махала и по-новата, по-разпръсната и по-малка горна махала, както и махалата „Ален Мак“, състояща се от 10 къщи край жп. спирката. Селският център със сградите на кметството, бившето читалище-киносалон, смесения магазин, хоремага (думата е русизъм, съкращение от първите срички на „хотел“, „ресторант“, „магазин“; така наричат най-значимата и представителна местна кръчма на центъра) и няколкото частни магазинчета и барчета, е оформен между двете махали.
В селото няма действаща детска градина и училище, както и построен религиозен храм. Недалеч от центъра, непосредствено до терена на някогашното футболно игрище, могат да бъдат забелязани основите на православен храм, но строежът е замразен.

## Религии
- Православие, ислям